# Urazovka
Urazovka (in russo Уразовка?) è un villaggio della Russia europea centro-orientale, nell'oblast' di Nižnij Novgorod, centro amministrativo del rajon Krasnooktjabr'skij.
Si trova vicino al fiume Pary (affluente del P'jana), a sud-est di Nižnij Novgorod.